# Saint-Georges-de-la-Rivière

Saint-Georges-de-la-Rivière este o comună în departamentul Manche, Franța. În 1 ianuarie 2022 avea o populație de 253 de locuitori.